# Großer Preis von Monaco 1990
Der Große Preis von Monaco 1990 (offiziell XLVIII Grand Prix Automobile de Monaco) fand am 27. Mai auf dem Circuit de Monaco in Monte Carlo statt und war das vierte Rennen der Formel-1-Weltmeisterschaft 1990.

## Berichte

### Hintergrund
In der Teilnehmerliste gab es keine Veränderungen im Vergleich zum Großen Preis von San Marino zwei Wochen zuvor.
Mit Alain Prost (viermal), Ayrton Senna (zweimal) und Riccardo Patrese (einmal) traten drei ehemalige Sieger zu diesem Grand Prix an.

### Training
Senna qualifizierte sich für die Pole-Position vor seinem ehemaligen Teamkollegen Prost sowie Jean Alesi und Patrese. Gerhard Berger und Thierry Boutsen bildeten die dritte Startreihe.

### Rennen
Senna ging von der Pole-Position aus in Führung. Da jedoch Prost und Berger in der Mirabeau-Kurve kollidierten, wurde das Rennen abgebrochen.
Beim Neustart konnte Senna seine Spitzenposition ebenfalls verteidigen. Prost und Alesi folgten vor Berger, Patrese und Boutsen. Nigel Mansell, der vom siebten Platz aus gestartet war, fuhr in Runde 21 leicht auf den Williams FW13B von Boutsen auf und musste anschließend die Box aufsuchen, um Reparaturen an seinem Wagen durchführen zu lassen.
Wegen eines Elektrikdefektes musste Prost das Rennen nach 30 Runden aufgeben und Alesi den zweiten Rang überlassen. Nelson Piquet wurde nach 35 Runden disqualifiziert, da er nach einem Dreher vor der Loews-Kurve unerlaubterweise von einem Streckenposten angeschoben wurde. Berger wurde Dritter. Da Patreses Motor in der 41. Runde versagte, erreichte Boutsen den vierten Platz. Alex Caffi wurde Fünfter vor Éric Bernard. Kein weiterer Pilot erreichte das Ziel, Gregor Foitek wurde noch aufgrund der zurückgelegten Distanz als Siebter gewertet und erzielte somit sein bestes Rennergebnis.
Es galt eine neue Regel, wonach nur die Teams an der Konstrukteurs-Weltmeisterschaft teilnehmen konnten, die selbstkonstruierte Rennwagen einsetzten. Da dies bei Larrousse nicht der Fall war, erhielt nur Bernard einen Punkt für die Fahrer-WM. Das Team wurde nicht berücksichtigt, da der eigentliche Konstrukteur des eingesetzten Fahrzeugs die britische Firma Lola war und Larrousse somit als Kundenteam galt.

## Meldeliste
| Team                        | Nr. | Fahrer             | Chassis            | Motor                     | Reifen |
| --------------------------- | --- | ------------------ | ------------------ | ------------------------- | ------ |
| Scuderia Ferrari SpA        | 01  | Alain Prost        | Ferrari 641        | Ferrari 036 3.5 V12       | G      |
| Scuderia Ferrari SpA        | 02  | Nigel Mansell      | Ferrari 641        | Ferrari 036 3.5 V12       | G      |
| Tyrrell Racing Organisation | 03  | Satoru Nakajima    | Tyrrell 019        | Ford Cosworth DFR 3.5 V8  | P      |
| Tyrrell Racing Organisation | 04  | Jean Alesi         | Tyrrell 019        | Ford Cosworth DFR 3.5 V8  | P      |
| Canon Williams Team         | 05  | Thierry Boutsen    | Williams FW13B     | Renault RS2 3.5 V10       | G      |
| Canon Williams Team         | 06  | Riccardo Patrese   | Williams FW13B     | Renault RS2 3.5 V10       | G      |
| Motor Racing Developments   | 07  | David Brabham      | Brabham BT59       | Judd EV 3.5 V8            | P      |
| Motor Racing Developments   | 08  | Stefano Modena     | Brabham BT59       | Judd EV 3.5 V8            | P      |
| Footwork Arrows Racing      | 09  | Michele Alboreto   | Arrows A11B        | Ford Cosworth DFR 3.5 V8  | G      |
| Footwork Arrows Racing      | 10  | Alex Caffi         | Arrows A11B        | Ford Cosworth DFR 3.5 V8  | G      |
| Camel Team Lotus            | 11  | Derek Warwick      | Lotus 102          | Lamborghini 3512 3.5 V12  | G      |
| Camel Team Lotus            | 12  | Martin Donnelly    | Lotus 102          | Lamborghini 3512 3.5 V12  | G      |
| Fondmetal Osella            | 14  | Olivier Grouillard | Osella FA1ME       | Ford Cosworth DFR 3.5 V8  | P      |
| Leyton House Racing         | 15  | Maurício Gugelmin  | Leyton House CG901 | Judd EV 3.5 V8            | G      |
| Leyton House Racing         | 16  | Ivan Capelli       | Leyton House CG901 | Judd EV 3.5 V8            | G      |
| AGS Racing                  | 17  | Gabriele Tarquini  | AGS JH25           | Ford Cosworth DFR 3.5 V8  | G      |
| AGS Racing                  | 18  | Yannick Dalmas     | AGS JH25           | Ford Cosworth DFR 3.5 V8  | G      |
| Benetton Formula Ltd        | 19  | Alessandro Nannini | Benetton B190      | Ford Cosworth HBA4 3.5 V8 | G      |
| Benetton Formula Ltd        | 20  | Nelson Piquet      | Benetton B190      | Ford Cosworth HBA4 3.5 V8 | G      |
| BMS Scuderia Italia         | 21  | Emanuele Pirro     | Dallara 190        | Ford Cosworth DFR 3.5 V8  | P      |
| BMS Scuderia Italia         | 22  | Andrea de Cesaris  | Dallara 190        | Ford Cosworth DFR 3.5 V8  | P      |
| SCM Minardi Team            | 23  | Pierluigi Martini  | Minardi M190       | Ford Cosworth DFR 3.5 V8  | P      |
| SCM Minardi Team            | 24  | Paolo Barilla      | Minardi M190       | Ford Cosworth DFR 3.5 V8  | P      |
| Ligier Gitanes              | 25  | Nicola Larini      | Ligier JS33B       | Ford Cosworth DFR 3.5 V8  | G      |
| Ligier Gitanes              | 26  | Philippe Alliot    | Ligier JS33B       | Ford Cosworth DFR 3.5 V8  | G      |
| Honda Marlboro McLaren      | 27  | Ayrton Senna       | McLaren MP4/5B     | Honda RA100E 3.5 V10      | G      |
| Honda Marlboro McLaren      | 28  | Gerhard Berger     | McLaren MP4/5B     | Honda RA100E 3.5 V10      | G      |
| Espo Larrousse F1           | 29  | Éric Bernard       | Lola LC90          | Lamborghini 3512 3.5 V12  | G      |
| Espo Larrousse F1           | 30  | Aguri Suzuki       | Lola LC90          | Lamborghini 3512 3.5 V12  | G      |
| Subaru Coloni Racing        | 31  | Bertrand Gachot    | Coloni C3B         | Subaru 1235 3.5 V12       | P      |
| EuroBrun Racing             | 33  | Roberto Moreno     | EuroBrun ER189B    | Judd CV 3.5 V8            | P      |
| EuroBrun Racing             | 34  | Claudio Langes     | EuroBrun ER189B    | Judd CV 3.5 V8            | P      |
| Moneytron Onyx Formula One  | 35  | Gregor Foitek      | Onyx ORE-1B        | Ford Cosworth DFR 3.5 V8  | G      |
| Moneytron Onyx Formula One  | 36  | JJ Lehto           | Onyx ORE-1B        | Ford Cosworth DFR 3.5 V8  | G      |
| Life Racing Engines         | 39  | Bruno Giacomelli   | Life L190          | Life F35 3.5 W12          | G      |

## Klassifikationen

### Qualifying
| Pos. | Fahrer             | Konstrukteur      | Vorqualifikation | Vorqualifikation  | 1. Qualifikationstraining | 1. Qualifikationstraining | 2. Qualifikationstraining | 2. Qualifikationstraining | Start |
| Pos. | Fahrer             | Konstrukteur      | Zeit             | Ø-Geschwindigkeit | Zeit                      | Ø-Geschwindigkeit         | Zeit                      | Ø-Geschwindigkeit         | Start |
| ---- | ------------------ | ----------------- | ---------------- | ----------------- | ------------------------- | ------------------------- | ------------------------- | ------------------------- | ----- |
| 01   | Ayrton Senna       | McLaren-Honda     | –                | –                 | 1:21,797                  | 146,470 km/h              | 1:21,314                  | 147,340 km/h              | 01    |
| 02   | Alain Prost        | Ferrari           | –                | –                 | 1:23,449                  | 143,570 km/h              | 1:21,776                  | 146,508 km/h              | 02    |
| 03   | Jean Alesi         | Tyrrell-Ford      | –                | –                 | 1:23,372                  | 143,703 km/h              | 1:21,801                  | 146,463 km/h              | 03    |
| 04   | Riccardo Patrese   | Williams-Renault  | –                | –                 | 1:24,179                  | 142,325 km/h              | 1:22,026                  | 146,061 km/h              | 04    |
| 05   | Gerhard Berger     | McLaren-Honda     | –                | –                 | 1:23,001                  | 144,345 km/h              | 1:22,682                  | 144,902 km/h              | 05    |
| 06   | Thierry Boutsen    | Williams-Renault  | –                | –                 | 1:23,936                  | 142,737 km/h              | 1:22,691                  | 144,886 km/h              | 06    |
| 07   | Nigel Mansell      | Ferrari           | –                | –                 | 1:24,433                  | 141,897 km/h              | 1:22,733                  | 144,813 km/h              | 07    |
| 08   | Pierluigi Martini  | Minardi-Ford      | –                | –                 | 1:24,012                  | 142,608 km/h              | 1:23,149                  | 144,088 km/h              | 08    |
| 09   | Emanuele Pirro     | Dallara-Ford      | –                | –                 | 1:24,766                  | 141,340 km/h              | 1:23,494                  | 143,493 km/h              | 09    |
| 10   | Nelson Piquet      | Benetton-Ford     | –                | –                 | 1:25,273                  | 140,499 km/h              | 1:23,566                  | 143,369 km/h              | 10    |
| 11   | Martin Donnelly    | Lotus-Lamborghini | –                | –                 | 1:24,724                  | 141,410 km/h              | 1:23,600                  | 143,311 km/h              | 11    |
| 12   | Andrea de Cesaris  | Dallara-Ford      | –                | –                 | 1:25,849                  | 139,557 km/h              | 1:23,613                  | 143,289 km/h              | 12    |
| 13   | Derek Warwick      | Lotus-Lamborghini | –                | –                 | 1:24,070                  | 142,510 km/h              | 1:23,656                  | 143,215 km/h              | 13    |
| 14   | Stefano Modena     | Brabham-Judd      | –                | –                 | 1:25,485                  | 140,151 km/h              | 1:23,920                  | 142,765 km/h              | 14    |
| 15   | Aguri Suzuki       | Lola-Lamborghini  | 1:27,548         | 136,848 km/h      | 1:27,193                  | 137,406 km/h              | 1:24,023                  | 142,590 km/h              | 15    |
| 16   | Alessandro Nannini | Benetton-Ford     | –                | –                 | 1:25,926                  | 139,432 km/h              | 1:24,139                  | 142,393 km/h              | 16    |
| 17   | Nicola Larini      | Ligier-Ford       | –                | –                 | 1:24,206                  | 142,280 km/h              | 1:24,270                  | 142,172 km/h              | 17    |
| 18   | Philippe Alliot    | Ligier-Ford       | –                | –                 | 1:25,387                  | 140,312 km/h              | 1:24,294                  | 142,131 km/h              | 18    |
| 19   | Paolo Barilla      | Minardi-Ford      | –                | –                 | 1:26,352                  | 138,744 km/h              | 1:24,334                  | 142,064 km/h              | 19    |
| 20   | Gregor Foitek      | Onyx-Ford         | –                | –                 | 1:26,183                  | 139,016 km/h              | 1:24,367                  | 142,008 km/h              | 20    |
| 21   | Satoru Nakajima    | Tyrrell-Ford      | –                | –                 | 1:25,679                  | 139,834 km/h              | 1:24,371                  | 142,001 km/h              | 21    |
| 22   | Alex Caffi         | Arrows-Ford       | –                | –                 | 1:26,520                  | 138,474 km/h              | 1:25,000                  | 140,951 km/h              | 22    |
| 23   | Ivan Capelli       | Leyton House-Judd | –                | –                 | 1:26,969                  | 137,759 km/h              | 1:25,020                  | 140,917 km/h              | 23    |
| 24   | Éric Bernard       | Lola-Lamborghini  | 1:27,134         | 137,499 km/h      | 1:25,398                  | 140,294 km/h              | 1:25,541                  | 140,059 km/h              | 24    |
| 25   | David Brabham      | Brabham-Judd      | –                | –                 | 1:28,339                  | 135,623 km/h              | 1:25,420                  | 140,258 km/h              | 25    |
| 26   | JJ Lehto           | Onyx-Ford         | –                | –                 | 1:27,923                  | 136,265 km/h              | 1:25,508                  | 140,113 km/h              | 26    |
| DNQ  | Michele Alboreto   | Arrows-Ford       | –                | –                 | 1:27,282                  | 137,265 km/h              | 1:25,622                  | 139,927 km/h              | –     |
| DNQ  | Olivier Grouillard | Osella-Ford       | 1:27,938         | 136,241 km/h      | 1:25,785                  | 139,661 km/h              | 1:26,781                  | 138,058 km/h              | –     |
| DNQ  | Maurício Gugelmin  | Leyton House-Judd | –                | –                 | 1:26,943                  | 137,801 km/h              | 1:26,192                  | 139,001 km/h              | –     |
| DNQ  | Roberto Moreno     | EuroBrun-Judd     | 1:28,295         | 135,691 km/h      | 1:26,604                  | 138,340 km/h              | 1:27,265                  | 137,292 km/h              | –     |
| DNPQ | Gabriele Tarquini  | AGS-Ford          | 1:28,677         | 135,106 km/h      | –                         | –                         | –                         | –                         | –     |
| DNPQ | Yannick Dalmas     | AGS-Ford          | 1:30,511         | 132,368 km/h      | –                         | –                         | –                         | –                         | –     |
| DNPQ | Claudio Langes     | EuroBrun-Judd     | 1:33,195         | 128,556 km/h      | –                         | –                         | –                         | –                         | –     |
| DNPQ | Bertrand Gachot    | Coloni-Subaru     | 1:39,295         | 120,659 km/h      | –                         | –                         | –                         | –                         | –     |
| DNPQ | Bruno Giacomelli   | Life              | 1:41,187         | 118,403 km/h      | –                         | –                         | –                         | –                         | –     |

### Rennen
| Pos. | Fahrer             | Konstrukteur      | Runden | Stopps | Zeit        | Start | Schnellste Runde |
| ---- | ------------------ | ----------------- | ------ | ------ | ----------- | ----- | ---------------- |
| 01   | Ayrton Senna       | McLaren-Honda     | 78     | 0      | 1:52:46,982 | 01    | 1:24,468         |
| 02   | Jean Alesi         | Tyrrell-Ford      | 78     | 0      | + 01,087    | 03    | 1:25,353         |
| 03   | Gerhard Berger     | McLaren-Honda     | 78     | 0      | + 02,073    | 05    | 1:25,021         |
| 04   | Thierry Boutsen    | Williams-Renault  | 77     | 0      | + 1 Runde   | 06    | 1:26,366         |
| 05   | Alex Caffi         | Arrows-Ford       | 76     | 0      | + 2 Runden  | 22    | 1:26,421         |
| 06   | Éric Bernard       | Lola-Lamborghini  | 76     | 0      | + 2 Runden  | 24    | 1:26,635         |
| 07   | Gregor Foitek      | Onyx-Ford         | 72     | 0      | DNF         | 20    | 1:27,296         |
| –    | Derek Warwick      | Lotus-Lamborghini | 66     | 0      | DNF         | 13    | 1:27,339         |
| –    | Nigel Mansell      | Ferrari           | 63     | 1      | DNF         | 07    | 1:24,971         |
| –    | Paolo Barilla      | Minardi-Ford      | 52     | 0      | DNF         | 19    | 1:27,539         |
| –    | JJ Lehto           | Onyx-Ford         | 52     | 0      | DNF         | 26    | 1:28,587         |
| –    | Philippe Alliot    | Ligier-Ford       | 47     | 0      | DNF         | 18    | 1:28,265         |
| –    | Riccardo Patrese   | Williams-Renault  | 41     | 1      | DNF         | 04    | 1:26,255         |
| –    | Andrea de Cesaris  | Dallara-Ford      | 38     | 1      | DNF         | 12    | 1:26,931         |
| –    | Satoru Nakajima    | Tyrrell-Ford      | 36     | 0      | DNF         | 21    | 1:27,557         |
| –    | Alain Prost        | Ferrari           | 30     | 0      | DNF         | 02    | 1:25,888         |
| –    | Alessandro Nannini | Benetton-Ford     | 20     | 0      | DNF         | 16    | 1:27,542         |
| –    | David Brabham      | Brabham-Judd      | 16     | 1      | DNF         | 25    | 1:31,639         |
| –    | Ivan Capelli       | Leyton House-Judd | 13     | 0      | DNF         | 23    | 1:29,374         |
| –    | Nicola Larini      | Ligier-Ford       | 12     | 0      | DNF         | 17    | 1:29,165         |
| –    | Aguri Suzuki       | Lola-Lamborghini  | 11     | 0      | DNF         | 15    | 1:28,872         |
| –    | Pierluigi Martini  | Minardi-Ford      | 7      | 0      | DNF         | 08    | 1:28,700         |
| –    | Martin Donnelly    | Lotus-Lamborghini | 6      | 0      | DNF         | 11    | 1:28,366         |
| –    | Stefano Modena     | Brabham-Judd      | 3      | 0      | DNF         | 14    | 1:32,072         |
| DSQ  | Nelson Piquet      | Benetton-Ford     | 36     | 1      | –           | 10    | 1:26,055         |
| DNS  | Emanuele Pirro     | Dallara-Ford      | –      | –      | –           | 09    | –                |

## WM-Stände nach dem Rennen
Die ersten sechs des Rennens bekamen 9, 6, 4, 3, 2 bzw. 1 Punkt(e). In der Fahrerwertung wurden die besten elf Resultate, in der Konstrukteurswertung alle Resultate gewertet.

### Fahrerwertung
| Pos. | Fahrer             | Konstrukteur             | Punkte |
| ---- | ------------------ | ------------------------ | ------ |
| 01   | Ayrton Senna       | McLaren-Honda            | 22     |
| 02   | Gerhard Berger     | McLaren-Honda            | 16     |
| 03   | Jean Alesi         | Tyrrell-Ford             | 13     |
| 04   | Alain Prost        | Ferrari                  | 12     |
| 05   | Riccardo Patrese   | Williams-Renault         | 9      |
| 06   | Thierry Boutsen    | Williams-Renault         | 9      |
| 07   | Nelson Piquet      | Benetton-Ford            | 6      |
| 08   | Alessandro Nannini | Benetton-Ford            | 4      |
| 09   | Nigel Mansell      | Ferrari                  | 3      |
| 10   | Stefano Modena     | Brabham-Judd             | 2      |
| 11   | Alex Caffi         | Arrows-Ford              | 2      |
| 12   | Satoru Nakajima    | Tyrrell-Ford             | 1      |
| 13   | Éric Bernard       | Lola-Lamborghini         | 1      |
| 14   | Pierluigi Martini  | Minardi-Ford             | 0      |
| 15   | Derek Warwick      | Lotus-Lamborghini        | 0      |
| 16   | Gregor Foitek      | Onyx-Ford / Brabham-Judd | 0      |
| 17   | Martin Donnelly    | Lotus-Lamborghini        | 0      |

| Pos. | Fahrer             | Konstrukteur      | Punkte |
| ---- | ------------------ | ----------------- | ------ |
| 18   | Philippe Alliot    | Ligier-Ford       | 0      |
| 19   | Nicola Larini      | Ligier-Ford       | 0      |
| 20   | Michele Alboreto   | Arrows-Ford       | 0      |
| 21   | Paolo Barilla      | Minardi-Ford      | 0      |
| 22   | Bernd Schneider    | Arrows-Ford       | 0      |
| 23   | JJ Lehto           | Onyx-Ford         | 0      |
| 24   | Roberto Moreno     | EuroBrun-Judd     | 0      |
| 25   | Maurício Gugelmin  | Leyton House-Judd | 0      |
| 26   | Gianni Morbidelli  | Dallara-Ford      | 0      |
| –    | Aguri Suzuki       | Lola-Lamborghini  | 0      |
| –    | Andrea de Cesaris  | Dallara-Ford      | 0      |
| –    | Olivier Grouillard | Osella-Ford       | 0      |
| –    | Ivan Capelli       | Leyton House-Judd | 0      |
| –    | Emanuele Pirro     | Dallara-Ford      | 0      |
| –    | Yannick Dalmas     | AGS-Ford          | 0      |
| –    | David Brabham      | Brabham-Judd      | 0      |

### Konstrukteurswertung
| Pos. | Konstrukteur     | Punkte |
| ---- | ---------------- | ------ |
| 01   | McLaren-Honda    | 38     |
| 02   | Williams-Renault | 18     |
| 03   | Ferrari          | 15     |
| 04   | Tyrrell-Ford     | 14     |
| 05   | Benetton-Ford    | 10     |
| 06   | Brabham-Judd     | 2      |
| 07   | Arrows-Ford      | 2      |
| 08   | Lola-Lamborghini | 1      |
| 09   | Minardi-Ford     | 0      |

| Pos. | Konstrukteur      | Punkte |
| ---- | ----------------- | ------ |
| 10   | Onyx-Ford         | 0      |
| 11   | Lotus-Lamborghini | 0      |
| 12   | Ligier-Ford       | 0      |
| 13   | EuroBrun-Judd     | 0      |
| 14   | Leyton House-Judd | 0      |
| 15   | Dallara-Ford      | 0      |
| –    | Osella-Ford       | 0      |
| –    | AGS-Ford          | 0      |